# 유럽 의회 선거

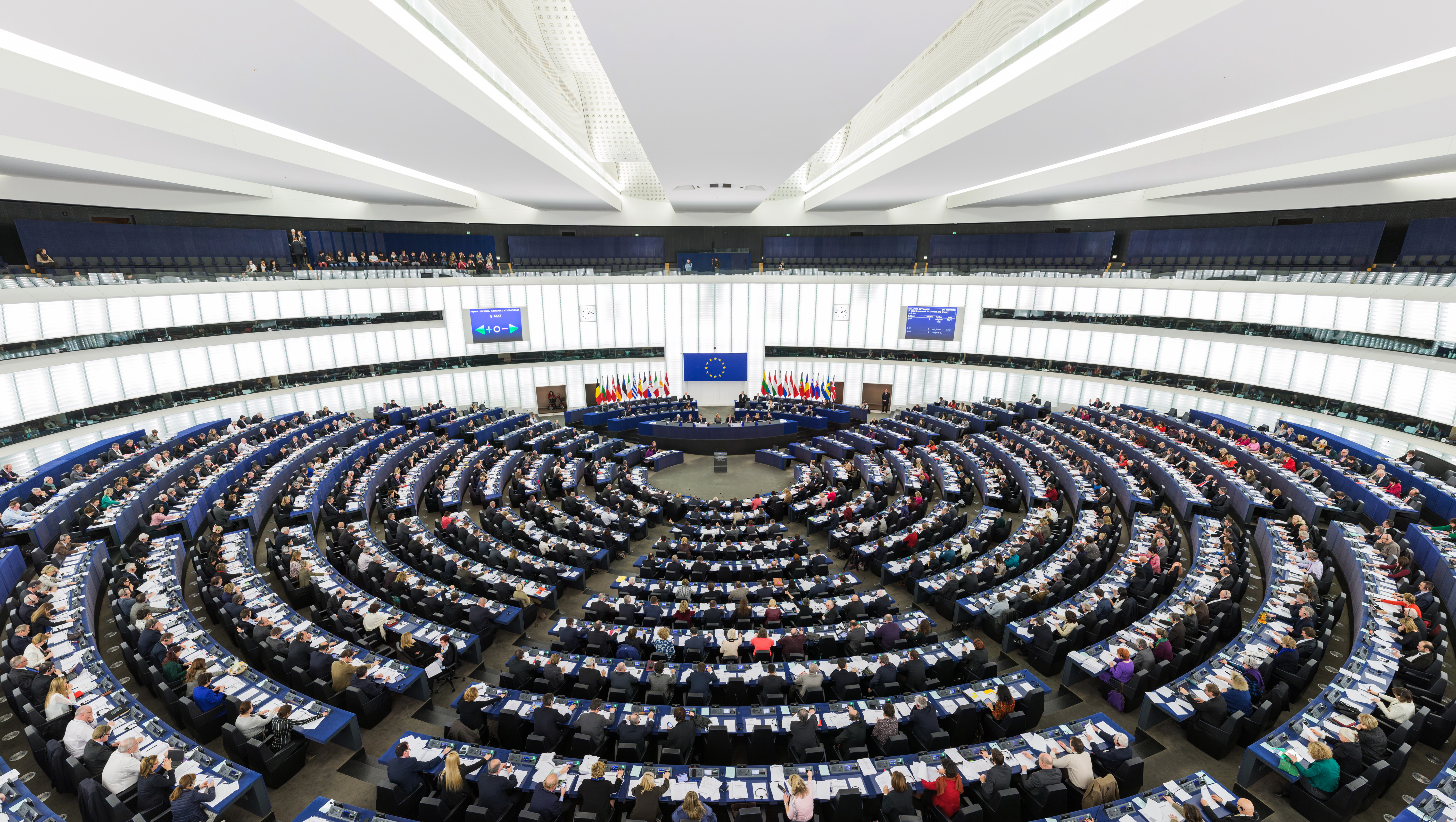
프랑스 스트라스부르의 유럽 의회

제10대 유럽 의회(2024~2029년)의 구성

유럽 의회 선거는 5년 주기로 실시되는 유럽 연합의 선거이다. 유권자는 4억 명이 넘으며, 인도에 이어 세계에서 두 번째로 큰 민주적 선거로 간주된다. 가장 최근의 선거는 2024년에 치러졌으며, 차기 선거는 2029년에 치러질 예정이다.

## 역사
1979년부터 직접 선거로 선출된 유럽 의회는 2019년까지 751명의 유럽 의회 의원(MEP)를 선출해왔으나, 2020년 브렉시트 이후 의회 의장을 포함한 의원의 수는 705명이 되었다.

## 의석 배분
가장 많은 의석을 보유하고 있는 회원국은 독일로, 유럽 지역의 최대 경제대국에 해당한다.
| 국가     | 의석 | 국가       | 의석 |
| 독일     | 96   | 오스트리아 | 18   |
| 프랑스   | 74   | 불가리아   | 17   |
| 이탈리아 | 73   | 핀란드     | 13   |
| 스페인   | 54   | 덴마크     | 13   |
| 폴란드   | 51   | 슬로바키아 | 13   |
| 루마니아 | 32   | 아일랜드   | 11   |
| 네덜란드 | 26   | 리투아니아 | 11   |
| 벨기에   | 21   | 크로아티아 | 11   |
| 체코     | 21   | 라트비아   | 8    |
| 그리스   | 21   | 슬로베니아 | 8    |
| 헝가리   | 21   | 키프로스   | 6    |
| 포르투갈 | 21   | 에스토니아 | 6    |
| 스웨덴   | 20   | 룩셈부르크 | 6    |
|          |      | 몰타       | 6    |
| 합계     | 합계 | 합계       | 705  |

## 투표제

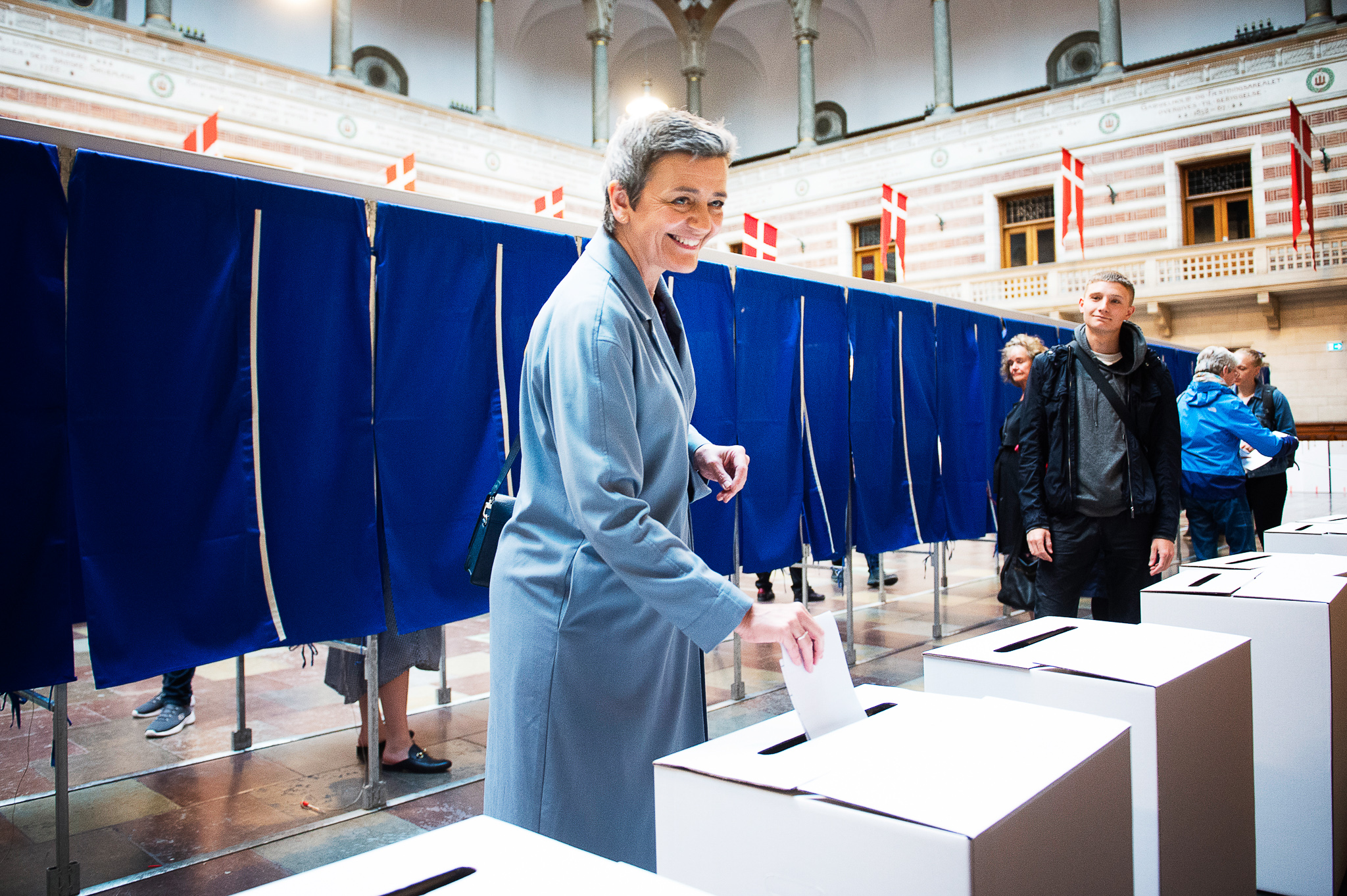
2019년 덴마크에서 투표 중인 마르그레테 베스타게르

MEP 선거에는 통일된 선거 제도 없으므로, 각 회원국은 특정 제한 사항을 준수하여 자체 제도를 시행할 수 있다.
- 선거제는 정당명부식이나 단기 이양식 투표제에 따른 비례대표제 형태여야 한다.
- 선거구는 일반적으로 선거제도의 비례성에 영향을 미치지 않는 한 세분화될 수 있다.

유럽연합 회원국 대부분은 정당명부식 비례대표제를 통하여 국가 전체를 포괄하는 단일 선거구로 MEP를 선출하나, 국가별로 세부 절차는 상이하다. 비례 대표제의 최고 평균법을 사용하는 국가도 있는 반면, 최대 잔여율을 사용하는 국가도 있으며, 공개 명단 사용 여부가 다른 국가들도 있다.
벨기에는 네덜란드어 사용 선거인단, 프랑스어 사용 선거인단, 독일어 사용 선거인단의 3개 선거구로 나뉜다. 네덜란드어권 프랑스어권 선거인단은 정당 명부 비례대표제를 이용하여 MEP를 선출하지만, 독일어권 선거구에는 의원이 한 명밖에 없으므로 비례대표제를 통해 선출되지 않는다.
아일랜드는 3개의 선거구로 나뉘며 단기 이양식 투표제를 채택하고 있다. 영국은 브렉시트 전까지 스코틀랜드, 웨일스, 북아일랜드와 잉글랜드의 각 지역 등 다른 선거구로 진행되었다. 단일이식 투표제를 채택한 북아일랜드를 제외한 다른 모든 선거구에서는 정당명부식을 채택하였다.

## 정당
유럽연합은 이념적으로 다양한 여러 범유럽 정당이 참여하는 다당제 형태이다. 또한, 단일 정당이 단독 집권한 전례가 없으므로, 유럽 의회에서 해당 정당에 가맹된 의회 그룹이 협력하여 법안을 통과시킨다.
유럽의 양대 정당은 중도 우파 유럽 국민당과 중도 좌파 유럽 사회당(PES)이다. 또한, 유럽 정당의 회원은 아니지만 유럽 의회에 대표되는 국가 정당과 함께 유럽 국민당 그룹과 사회민주진보동맹 등 두 개의 가장 큰 의회 그룹을 형성하고 있다. 또한, 정치적 스펙트럼 전반에 걸쳐 수많은 다른 정당과 단체가 있는데, 때로는 두 개 이상의 유럽 정당이 같은 그룹에 앉기도 한다. 예컨대 유럽 녹색당과 유럽 자유 동맹의 구성원이 녹색당-유럽 자유 동맹 그룹에 함께 앉기도 하는 경우 등이다. 의회 그룹에 속하지 않은 유럽 의회 의원을 무소속이라고 칭한다.

## 같이 보기
- 범유럽 정당
- 유럽 의회 선거구